# Saint-Céré
Saint-Céré település Franciaországban, Lot megyében. Lakosainak száma 3449 fő (2022. január 1.). Saint-Céré Belmont-Bretenoux, Frayssinhes, Saint-Jean-Lespinasse, Saint-Laurent-les-Tours, Saint-Paul-de-Vern, Saint-Vincent-du-Pendit és Saint-Jean-Lagineste községekkel határos.

## Népesség
A település népessége az elmúlt években az alábbi módon változott:
| Lakosok száma | 3926 | 4056 | 3760 | 3540 | 3531 | 3476 | 3462 | 3414 | 3427 | 3449 |
|               | 1968 | 1982 | 1990 | 2006 | 2013 | 2015 | 2017 | 2019 | 2020 | 2022 |